# Josephine Hopper

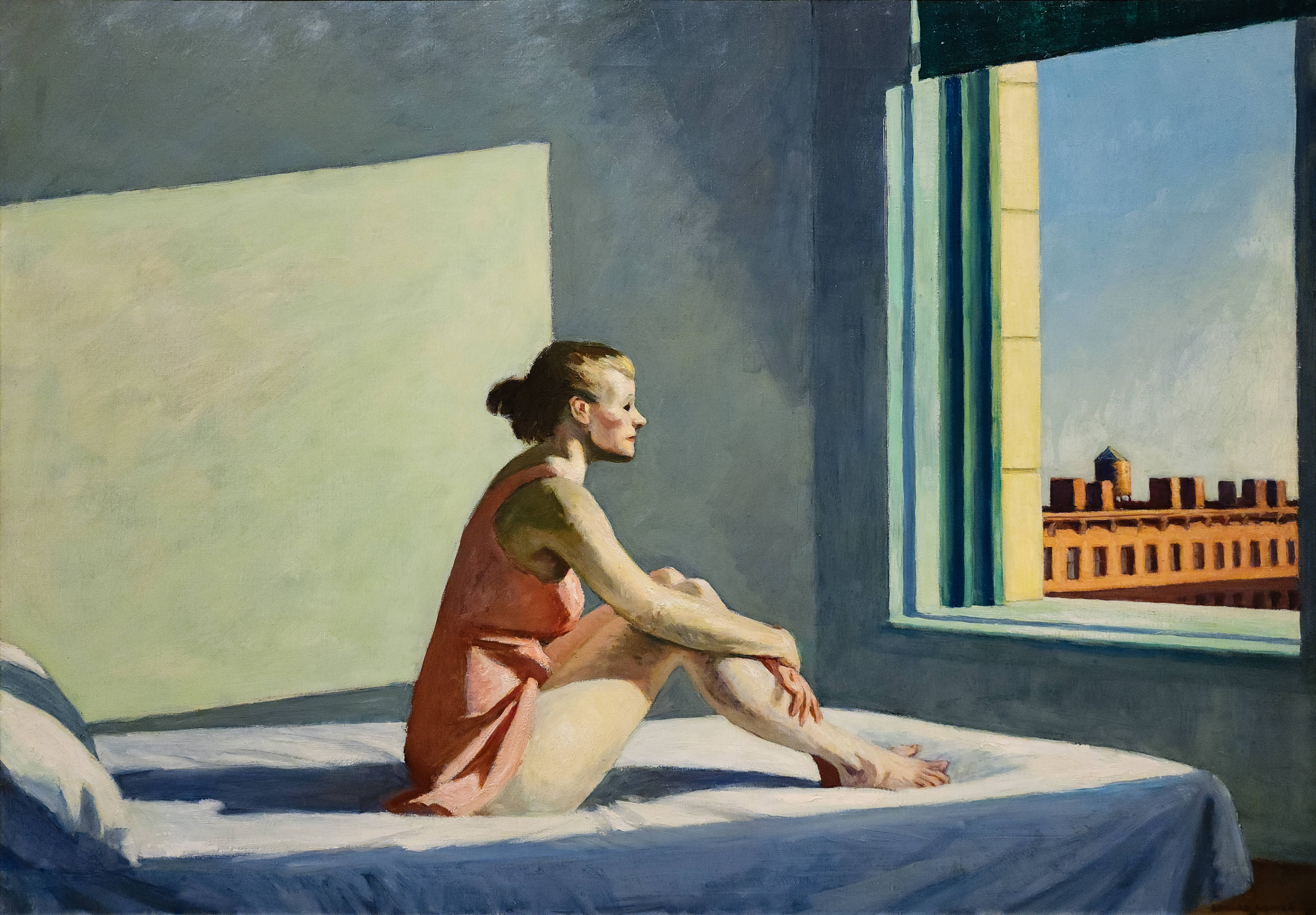
Edward Hopper, Morning Sun (1952)

Josephine Hopper, née Josephine Verstille Nivison à Manhattan 18 mars 1883 - morte le 6 mars 1968 , est une artiste peintre américaine qui exposa aux côtés de Modigliani, Man Ray ou encore Picasso, mais perdit sa carrière après avoir épousé le peintre  Edward Hopper.

## Biographie
Josephine Verstille Nivison est née à Manhattan d'un père d'origine française et d'une mère d'origine irlandaise. Elle est l'élève de Robert Henri à la New York School of Art qui d'ailleurs fait son portrait. Elle réalise quelques caricatures pour le magazine de gauche The Masses. Elle rencontre Edward Hopper en 1923, puis se marie avec lui le 9 juillet 1924  à Gloucester où ils se sont connus. Elle devient son unique modèle entrainant le fait que, au cours des années, « les femmes que représente Hopper vieillissent avec lui » dans ses tableaux. Outre de plusieurs études et dessins, Edward Hopper peint sa femme en 1936 (Jo Painting - Whitney Museum of American Art). Elle continue de peindre et dessiner, malgré le temps que lui prend le fait de s'occuper, désormais, de la carrière de son mari. Elle est son agent, impresario, et délaisse son propre talent. Peu après leur mariage, la carrière d'Edward Hopper décolla enfin, et celle de Jo déclina. Ceci était dû au fait que « Jo versait une énergie considérable à s'occuper et préserver le travail de son mari, à gérer les emprunts bancaires et le pousser à peindre ». Mieux que cela, pendant les 40 ans de leur union, elle l'inspira constamment. Souvent, c'était en voyant les œuvres de sa femme qu'Edward commençait les siennes. Ce fut également elle qui l'inspira à se mettre à l'aquarelle très tôt. Des éléments des œuvres de Jo se retrouvent dans celles, plus tardives, de son mari.
En revanche, celui-ci n'eut aucune influence positive sur la carrière de sa femme, au contraire : il était « profondément opposé à son existence. Edward n'a pas seulement échoué à soutenir la carrière de sa femme, mais il s'est activement employé à la décourager, se moquant et dénigrant les œuvres qu'elle produisait ». Elle considère que le succès de son mari reste une contrainte à son propre succès. Leur relation de couple est orageuse, le caractère colérique de Jo n'arrangeant rien.
À la mort d’Hopper, Jo fait don de toutes les œuvres de son mari et les documente par des notes prises avant leur départ de l'atelier, donc bien après leur réalisation : toute sa vie elle a scrupuleusement inventorié les œuvres, leur technique, leur sujet. Elle fait également don des siennes, au Whitney Museum of American Art. L’institution se débarrasse de la plupart des toiles de Josephine et depuis sa mort en 1968, n’en a jamais exposé une seule. 
La raison invoquée pour expliquer pourquoi le Whitney Museum s'est débarrassé des œuvres était le manque de place. Le musée les a détruites en les brûlant ou en les donnant.
Quelques œuvres (tardives et non signées) ont pu être sauvées, car elles ont été pendant longtemps attribuées, à tort, à Edward.

## Publications
- Croquis post-réalisation et commentaires de Jo dans  :   Deborah Lyons, Brian O’Doherty, Edward Hopper : De l'œuvre au croquis, Éditions Prisma, octobre 2012  (ISBN 978-2-8104-0251-9).